# Ulviyya Fataliyeva
Ulviyya Fataliyeva (Ganyá, 3 de agosto de 1996) es una ajedrecista azerí que ostenta los títulos de la FIDE de Gran Maestra Femenina (2017) y Maestra Internacional (2022). Ganó el Campeonato de Europa Femenino Individual de Ajedrez en 2024.

## Carrera
Asistió a la escuela de ajedrez de su ciudad natal, Ganyá. A los 14 años participó en el Campeonato de Azerbaiyán femenino (Sub-20), ganando dicho torneo en 2011. También participó en el Campeonato Europeo Juvenil de Ajedrez y en el Campeonato Mundial Juvenil de Ajedrez. En 2010, en Batumi (Georgia), ganó el Campeonato de Europa de Ajedrez Juvenil en la categoría de edad de chicas Sub-14.
En 2014 ganó el Campeonato de Europa de Ajedrez Juvenil en la categoría de edad de chicas Sub-18. En 2017 ganó la medalla de plata en el Campeonato de Azerbaiyán de Ajedrez Femenino (que acabó ganando Gunay Mammadzada), y ganó la medalla de plata para el club de ajedrez de Azerbaiyán Odlar Yurdu en la competición por equipos y la medalla de plata individual en la 22ª Copa de Europa de Clubes de Ajedrez Femenino.
Representó a su país en la 42ª Olimpiada de Ajedrez (femenino) en Bakú (2016), el Campeonato Mundial de Ajedrez Femenino por Equipos en Janti-Mansisk (2017), y dos Campeonatos Europeos de Ajedrez Femenino por Equipos (2015 y 2017). En 2018 participó en la 43ª Olimpiada de Ajedrez, donde su equipo alcanzó el décimo puesto en la puntuación final. En 2022 recibió una medalla de plata en la siguiente cita olímpica, en Chennai (India), por su resultado en el tablero de reserva; el equipo terminó en el séptimo puesto.
En agosto de 2022, en Praga (República Checa), ganó la medalla de bronce en el Campeonato de Europa de Ajedrez Individual Femenino.
En 2014 se le concedió el título FIDE de Gran Maestra Femenina (WIM) y tres años más tarde recibió el título FIDE de Maestra Internacional (WGM).